# Henri Longnon
Henri Longnon  (* 15. Februar 1882; † 21. April 1964) war ein französischer Romanist, Italianist, Archivar und Übersetzer.

## Leben und Werk
Longnon wurde 1904 an der École nationale des chartes mit einer Arbeit über Pierre de Ronsard promoviert. Er gehörte zum Umkreis von Charles Maurras und zur Action française. Er war langjähriger Archivar der Académie française, die mehrere seiner Arbeiten mit Preisen bedachte. Bedeutend sind seine Übersetzung der Göttlichen Komödie von Dante und seine Beteiligung (zusammen mit Marcel Bouteron) an der 40-bändigen Ausgabe der Werke von Honoré de Balzac.
Henri Longnon war der Sohn von Auguste Longnon und der Bruder des Historikers Jean Longnon (1887–1979).

## Werke
- Le Château de Rambouillet, Paris, Laurens, 1909, 1925.
- Pierre de Ronsard. Essai de biographie, les ancêtres, la jeunesse, Paris, Champion, 1912; Genf, Slatkine, 1975.
- (Hrsg. mit Marcel Bouteron) Œuvres complètes de Honoré de Balzac, 40 Bde., Paris, Conard, 1912–1940.
- (Hrsg.) La Fleur des poésies de Pierre de Ronsard, 4 Bde., Paris, Cité des livres, 1923.
- (Nacherzähler) Les Plus belles histoires de messire Jean Froissart, mises en nouveau langage, Paris, Cité des livres, 1925, 1931.
- (Hrsg.) Poésies de Jean du Bellay, Paris, Cité des livres, 1927.
  - (Hrsg.) Jean Du Bellay, Choix de poèmes, Lyon, IAC, 1944.
- (Nacherzähler) La Vie du saint roi Louis, dictée et faite écrire par Jean, seigneur de Joinville, et mise en nouveau langage, Paris, Cité des livres, 1928.
- (Hrsg.) Les dames galantes de Brantôme, 2 Bde., Paris, Cité des livres, 1928.
- (Übersetzer)  La divine comédie de Dante, 4 Bde.,Paris, Cité des livres, 1931–1934.
  - (Hrsg. und Übersetzer) Dante, La divine comédie, Paris, Garnier, 1938, 1951, 1959, 1980, 1989, 1991, 1993, 1999 (Classiques Garnier).
- (Hrsg.) Agrippa d’Aubigné, Choix de poèmes, Lyon, IAC, 1947.
- (Hrsg.) Henri de Valenciennes, Histoire de l’Empereur Henri de Constantinople, Paris, Geuthner, 1948.
- (Hrsg.) Contes de France et de Terre Sainte aux XIIe et XIIIe siècles, par un ménestrel, Lyon, IAC, 1949.